# Veerle Jennes
Veerle Jennes (10 mei 1969) is een Belgische atlete, die gespecialiseerd is in het verspringen. Zij veroverde vier Belgische titels.

## Biografie
Jennes werd in 1989 en 1990 zowel indoor als outdoor Belgisch kampioene verspringen. Ze was aangesloten bij Sorghvliet AC en Star. Ze is als master actief bij AC Kapellen.

## Belgische kampioenschappen
Outdoor
| Onderdeel   | Jaar       |
| ----------- | ---------- |
| verspringen | 1989, 1990 |

Indoor
| Onderdeel   | Jaar       |
| ----------- | ---------- |
| verspringen | 1989, 1990 |

## Persoonlijk record
Outdoor
| Onderdeel   | Prestatie | Datum        | Plaats  |
| ----------- | --------- | ------------ | ------- |
| verspringen | 6,13 m    | 22 juli 1989 | Hechtel |

Indoor
| Onderdeel   | Prestatie | Datum | Plaats |
| ----------- | --------- | ----- | ------ |
| verspringen | 6,12 m    | 1991  |        |

## Palmares
verspringen
- 1989:  BK indoor AC – 5,98 m
- 1989:  Nacht van de Atletiek – 6,13 m
- 1989:  BK AC – 5,97 m
- 1990:  BK indoor AC – 6,08 m
- 1989:  Nacht van de Atletiek – 6,05 m
- 1990:  BK AC – 5,98 m
- 1991:  BK indoor AC – 6,04 m
- 1991:  BK AC – 6,11 m
- 1992:  BK indoor AC – 6,08 m
- 1994:  BK indoor AC – 5,83 m